# Beckenosteotomie
Als Beckenosteotomie (kurz: BO) werden verschiedene operative Verfahren bezeichnet: fast ausschließlich Operationen aus dem Bereich der Hüftpfannenrekonstruktion. Die BO lassen sich unterscheiden nach Osteotomie-Ebene(n), Rekonstruktionsebene und Einsatzgebiet (kindliches oder erwachsenes Becken). Bis zur Etablierung des Kaiserschnitts Ende des 19. Jahrhunderts spielten in der Geburtshilfe auch Symphysiotomien (Durchtrennung der Schambeinfuge) bzw. des Schambeins (Pub(e)otomie) eine Rolle.

## Zweidimensionale Rekonstruktion

### Rekonstruktion des kindlichen Beckens
- Salter-Osteotomie,
- Acetabuloplastik nach Pemberton, Dega, Lance, Wiberg

### Rekonstruktion des erwachsenen Beckens
- Chiari-Osteotomie

## Dreidimensionale Rekonstruktion

### Rekonstruktion am erwachsenen Becken
- Periacetabuläre Osteotomie nach Wagner
- Berner Periacetabuläre Osteotomie

### Vorwiegend am erwachsenen Becken, aber schon vorher möglich
- Triple-Osteotomie nach Tönnis,
- Triple-Pelvis-Osteotomie nach Steel